# Међународни рачуноводствени стандард 39
Међународни рачуноводствени стандард 39 - Финансијски инструменти: Признавање и мерење установљава принципе за признавање и мерење информација о финансијским инструментима у финансијским извештајима предузећа. Финансијски инструмент је сваки уговор по основу којег настаје финансијско средство једног предузећа и финансијска обавеза или инструмент капитала другог предузећа. Финансијска средства чине: готовина, уговорно право на примање готовине или другог финансијског средства од другог предузећа, уговорно право на размену финансијских инструмената са другим предузећем под потенцијално повољним условима или инструмент капитала другог предузећа. Финансијска обавеза је свака обавеза која представља уговорну обавезу као што је: предаја готовине или другог финансијског средства другом предузећу, размена финансијских инструмената са другим предузећем под потенцијално неповољним условима. Инструмент капитала је сваки уговор којим се доказује преостали интерес у имовини предузећа након одбитка свих његових обавеза.
Вредност финансијских инструмената се мења у зависности од промена утврђених каматних стопа, цена хартија од вредности, цене робе, курса размене стране валуте, индекса цена, кредитне способности – кредитног индекса. Дериват не захтева никакво нето почетно улагање на дан уговора и измирује се на неки будући датум. Постоје четири категорије финансијских средстава или обавеза:
1. оне које се држе ради трговања да би се остварио добитак из краткорочних колебања цена или камата (дериватна финансијска средства и обавезе се увек сматрају да се држе ради трговања)
2. улагања која се држе до доспећа су финансијска средства са фиксним плаћањима и доспећем
3. зајмови и потраживања који су потекли од предузећа су финансијска средства које је створило предузеће директним обезбеђивањем новца, робе или услуга дужнику, а која нису створена са наменом да буду продата одмах или у кратком року ради трговања, нити се укључују у улагања која се држе до доспећа
4. финансијска средства која су расположива за продају су она финансијска средства која нису зајмови и потраживања која су потекла од стране предузећа, нити улагања која се држе до доспећа, као ни финансијска средства која се држе ради трговања.